# Hugh Swinton Legaré
Hugh Swinton Legaré (Charleston, 2 gennaio 1797 – Boston, 20 giugno 1843) è stato un politico statunitense.

## Biografia
Fu il 17º procuratore generale degli Stati Uniti durante la presidenza di John Tyler (10º presidente).
Vantava origini scozzesi, alla sua morte il corpo venne seppellito due volte: la prima a Cambridge, stato del Massachusetts nello Mount Auburn Cemetery, la seconda al Magnolia Cemetery a Charleston, stato della Carolina del Sud, sua città natale.